# AC’97
AC’97 (Kurzform für Audio Codec ’97) ist ein Audio-Standard, der von den Intel Architecture Labs im Jahr 1997 entwickelt wurde und hauptsächlich von On-Board-Chips für Mainboards, seltener Modems und Soundkarten benutzt wird. Der Nachfolger ist das High Definition Audio Interface.

## Aufbau

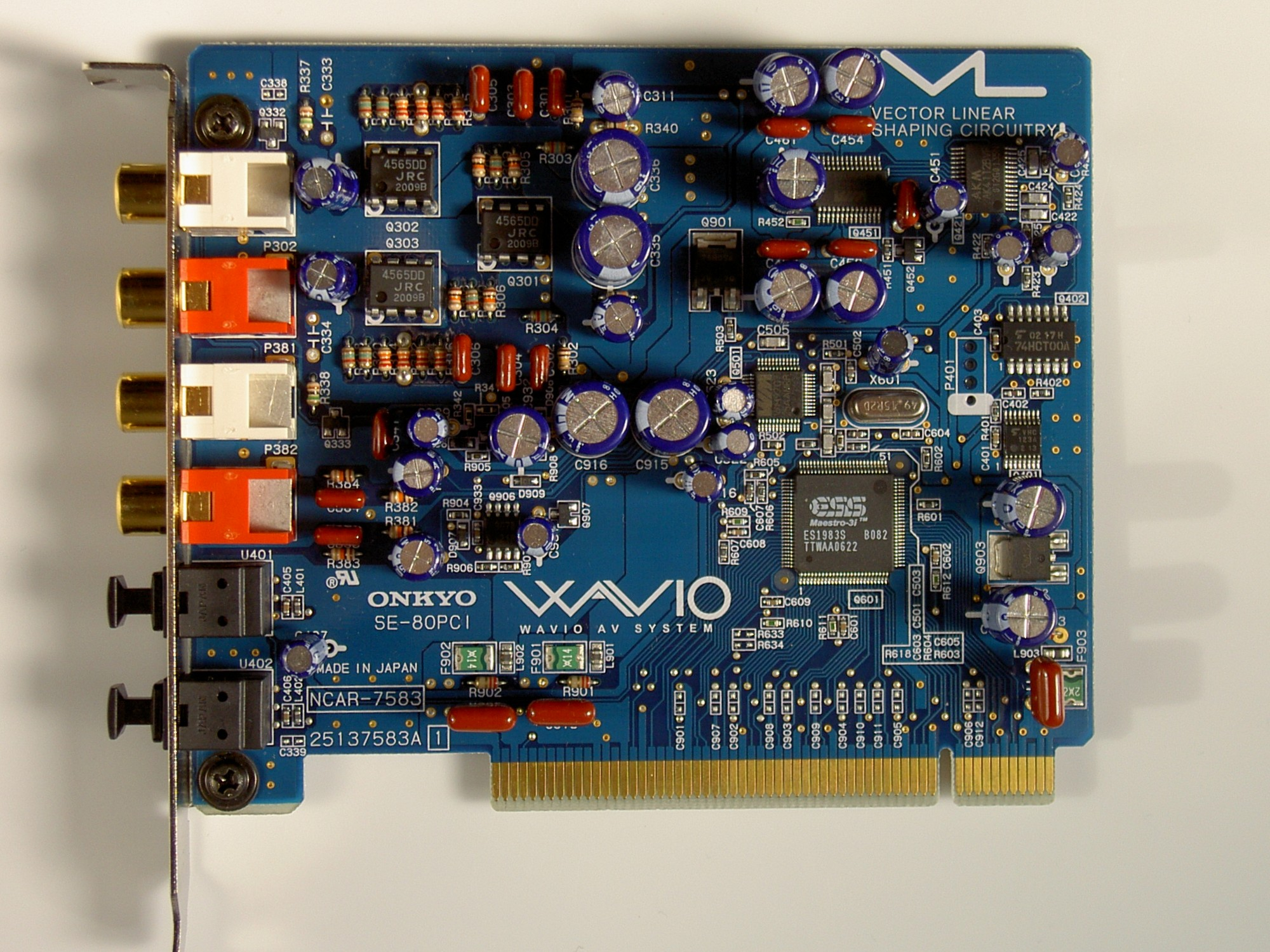
Soundkarte mit AC’97-Codec

Chipsätze mit integrierten Audiokomponenten enthalten zwei, optional drei Komponenten:
- AC’97-Digital-Controller, der im I/O Controller Hub (ICH) des Chipsatzes an den PCI-Bus angekoppelt ist und über einen eigenen Bus, AC-Link, den externen AC’97-Analog-Codec-Baustein ansteuert, sowie optional eine proprietär gesockelte CNR- oder AMR-Karte (Audio and Modem Riser).
- AC’97-Analog-Codec, der den analogen Mixer und die (PCM-)Digital-Analog-Umsetzer (DAC) und die Analog-Digital-Umsetzer (ADC) integriert.
- OEM Riser Slot & Card: AMR oder CNR.

Der Standard definiert eine Audioarchitektur für den PC, die von verschiedenen Herstellern für verschiedene Chipsätze als preiswerte Minimalausrüstung mit Multimediafähigkeiten verbaut wurde. Stiftkontaktleisten auf Hauptplatinen zum Ankuppeln von Frontblenden (FP audio), die im Gegensatz zu den Anschlüssen auf der AC’97-2.3-konformen Hauptplatine nicht für Jack Sensing ausgelegt sind, werden auch als legacy AC'97 ausgewiesen. Stiftkontaktleisten, die für Jack Sensing gemäß AC’97 Rev. 2.3 ausgelegt sind, werden als HD-Audio bezeichnet. Jack Sensing erfordert elektromechanisch anders konstruierte Buchsen, bei denen der Stecker nicht den Leerkontakt trennt, sondern einen isolierten Schalter schließt. Ab 2004 wurde der AC’97-Standard von Intels High Definition Audio Interface (kurz: HD Audio) abgelöst.

## Versionen
- AC’97 1.x-konform:[8] Sampling-Rate fix 48 kHz, 16-bit vollduplex Audio-Codecs (DAC, ADC), Mikrofon-Eingang (MIC1) mit 20 dB Vorverstärker und Speisespannung (mit maximal 5 mA[9] belastbar) für Elektretmikrofone (MIC_BIAS), Mono-Ausgang (MONO_OUT) für Telefon oder internen Lautsprecher (SPKR), Stereo-Ausgang (LINE_OUT), proprietäre Modemunterstützung (LINE1 I/O, GPIO), keine optionalen Erweiterungen (2.1: extended audio, extended modem feature set; 2.2: enhanced riser audio; 2.3: extended configuration information).

- AC’97 2.1-konform:[10] optional variable Sampling-Rate (Ratenkonvertierung kann in Software[8] durch den Treiber erfolgen, in Hardware 48 kHz und 44,1 kHz, optional verdoppelt auf 88,2 kHz oder 96 kHz), optional 18- oder 20-bit Codec-Auflösung (nicht für Phone), Mehrkanalton (zweiter Stereo-Ausgang (AUX_OUT), konfigurierbar als Zweitausgang oder optional als 4 bzw. 6-Kanal-Ausgang (LINE_OUT + 4CH_OUT + AUX_OUT, optional mit 3D-Stereo-Erweiterung)), optional ein dritter Stereo-Eingangskanal, standardisierte Modemunterstützung.

- AC’97 2.2-konform:[11] erweiterte Unterstützung für AMR-Karten: optional Unterstützung für zweiten Telefonanschluss (LINE2 I/O, HSET I/O); optional S/PDIF für 5.1 Dolby Digital Audio (AC-3). Es gibt allerdings etliche Gründe,[12] weshalb dieses Ausstattungsmerkmal nur als Aufwertung der Liste der Ausstattungsmerkmale funktioniert.

- AC’97 2.3-konform:[13] optional Jack Sensing das mithilfe geeigneter Anschlussbuchsen den Treiber über Vorhandensein und Art (Passiv-Boxen, Kopfhörer, Verstärker, Mikrofon) eines an der Buchse angeschlossenen Geräts informiert und damit eine passende automatische Konfiguration des jeweiligen Anschlusses erlaubt (Audio-Plug-and-Play).

Nicht alle auf einem standardkonformen Chip vorhandenen Anschlüsse sind auf jedem als standardkonform gekennzeichneten Board immer auch als Anschluss vorhanden. Der AC’97-Standard schreibt nicht vor, wie irgendwelche Anschlussbuchsen auszuführen wären. Eine Ausführung der Anschlussbuchsen als 3,5-mm-Klinkenstecker ergibt sich implizit aus Intels Front Panel I/O Connectivity Design Guide.

## Mikrofon-Anschlussproblematik
Ein AC’97-Mikrofonanschluss für einen Klinkenstecker liefert Speisespannung (MIC_BIAS) auf dem mittleren Kontakt. Wird ein Mono-Stecker (zweipolig) eingesteckt, wird die Speisespannung auf Masse gezogen. Zu elektrischen Schäden darf der Kurzschluss nicht führen, wenn dieser Zustand der Einstellung „kein Front Panel angeschlossen“ entspricht.
Ein Mono-Elektretmikrofon mit Monostecker erwartet Tonaderspeisung an der Steckerspitze. Die Steckerspitze versorgt AC’97 aber nur mit Speisespannung, wenn Stereomikrofone unterstützt werden. Elektretmikrofone benötigen die Speisespannung. Dynamische Mikrofone hingegen dürfen nicht mit Speisespannung beaufschlagt werden.

## AC’97-Audioanschluss

### Steckkontakt
Der AC’97-Audiosteckkontakt ist als zehnpolige Stiftleiste in nicht zwingend immer selbem Pinout ausgeführt.
AUD_GND, AGND, Analog GND
Masse für Audio-Kreise (isoliert von Shield)
MIC, MIC2, MIC input
Mikrofoneingang (wenn Stereomikrofone unterstützt werden: plus Tonaderspeisung)
MIC_BIAS, MIC_PWR, MIC power
Mikrofonspeisung (wenn Stereomikrofone unterstützt werden: Tonaderspeisung plus zweiter Mikrofoneingang)
AUD_5V, +5VA, Analog VCC
geglättete bzw. störungsgefilterte +5 V zur Versorgung von Audio-Schaltkreisen; Angaben zur Belastbarkeit von AUD_5V fehlen allerdings ebenso wie Messungen zeigen, dass AUD_5V nicht zwingend tatsächlich geglättet ist.
FP_OUT_R, LINE_OUT_R, Right line output
Audio-Ausgang (LINE_OUT) Rechts (Line oder Kopfhörer)
FP_RETURN_R, BLINE_OUT_R, Right line return
vom Front Panel zurück zur Buchse LINE_OUT Rechts auf dem Board, bei eingesteckter Klinke: offen
FP_OUT_L, LINE_OUT_L, Left line output
Audio-Ausgang (LINE_OUT) Links (Line oder Kopfhörer)
FP_RETURN_L, BLINE_OUT_Lv, Left line return
vom Front Panel zurück zur Buchse LINE_OUT Links auf dem Board, bei eingesteckter Klinke: offen
Wenn kein Frontpanel angeschlossen ist, müssen Kontakte gebrückt werden.
1. Um den Onboard-LINE_OUT am Backpanel zu versorgen:
FP_RETURN_L = FP_OUT_L
FP_RETURN_R = FP_OUT_R
2. Um ggf. den Mikrofonverstärker gegen Driften zu stabilisieren, das sich in Übersprechen und Noise im Backpanel-Mikrofon-Kanal bemerkbar macht:
MIC = GND
MIC_BIAS = GND
Bei Pinout-Varianten, bei denen MIC_BIAS neben AUD_5V liegt, kann diese Brückung nicht mittels Jumpern erfolgen. Dort wird sie werkseitig auch nicht vorgenommen.

### Anschlusskabel
Das Anschlusskabel soll ca. 45 cm lang sein (17,75″ ±0,25″) und aus vier einzeln mit Geflecht abgeschirmten, verdrillten AWG-26 Doppeladern (Leiterquerschnitt 0,14 mm²) mit gemeinsamem Schirm aus Geflecht und Folie bestehen (SF/STP-Kabel).
Je eine Doppelader bilden:
FP_RETURN_L – FP_OUT_L
FP_RETURN_R – FP_OUT_R
MIC_BIAS – MIC
AUD_5V – AUD_GND
Zur Vermeidung einer Brummschleife darf die Abschirmung auch dann nicht auf AUD_GND gelegt werden, wenn ein zweiter AUD_GND-Pin vorgesehen ist. Sie muss ausschließlich auf der Seite des Frontpanels mit dem Gehäuse verbunden sein.